# Paul-Julien Robert

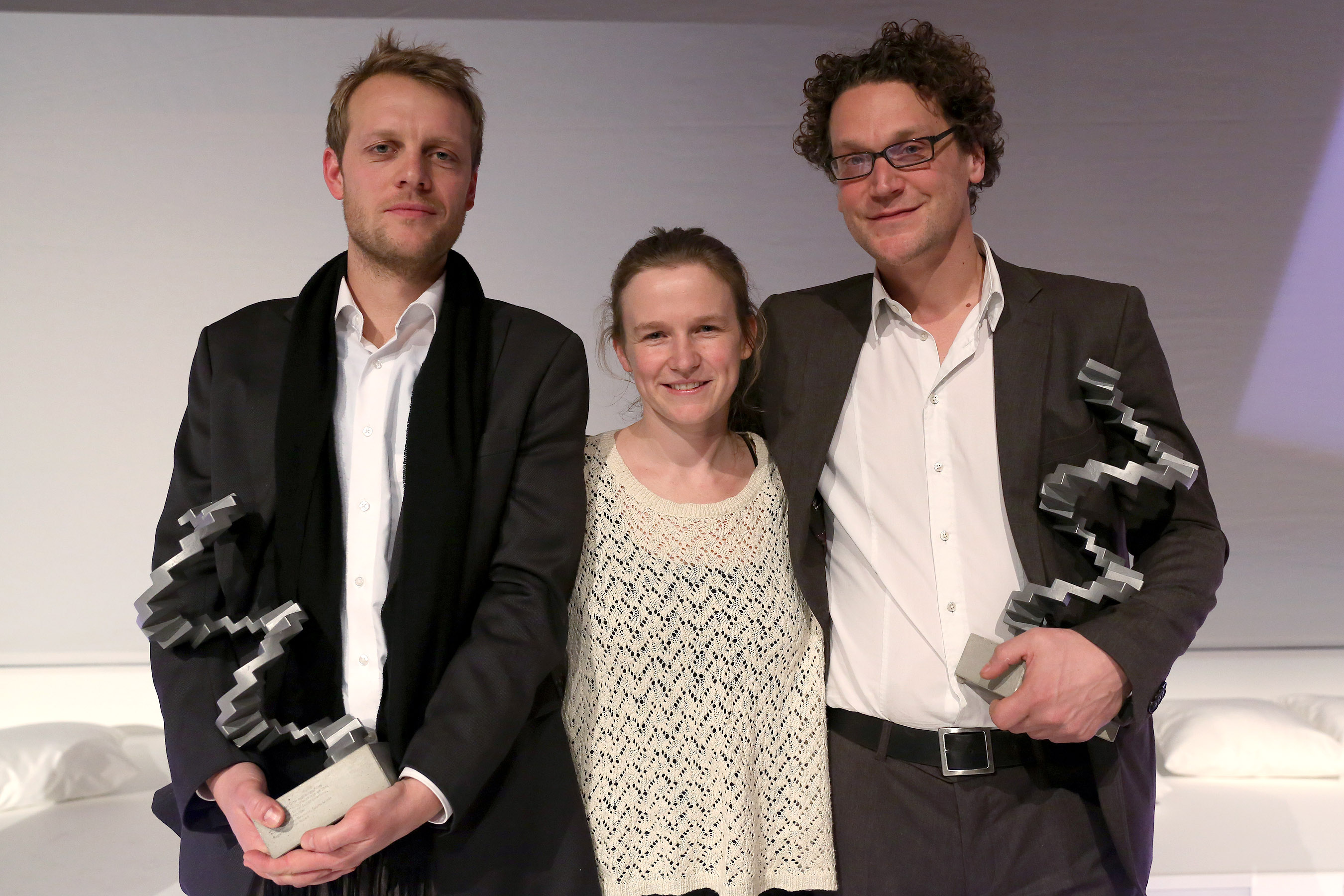
Paul-Julien Robert (links), zusammen mit Sabine Moser und Oliver Neumann (Österreichischer Filmpreis 2014)

Paul-Julien Robert (* 1979 im Friedrichshof) ist ein österreichischer Regisseur und Fotograf.
Robert wurde auf dem Friedrichshof in Zurndorf geboren und lebte dort bis zu seinem 12. Lebensjahr in der Kommune des Otto Muehl. Nach Zwischenjahren in Zürich studierte er an der Akademie der bildenden Künste Wien und an der Universität der Künste Berlin.
Für seinen Film Meine keine Familie, der am 19. April 2013 in die Kinos kam, erhielt er 2012 den Wiener  Filmpreis in der Kategorie „Bester Dokumentarfilm“. Ebenfalls als bester Dokumentarfilm sowie für den besten Schnitt wurde Meine keine Familie beim  Österreichischen Filmpreis 2014 ausgezeichnet und gewann beim 57. London Film Festival den Grierson Award.
Robert lebt mit der Regisseurin Catalina Molina und seinen Kindern in Wien.